# کریوچفکا
کریوچفکا (انگلیسی: Kryuchevka) یک شهرک در شهرستان اوفیمسکی استان باشقیرستان کشور روسیه است.